# Puerto Aysén
Puerto Aysén è un comune del Cile, situato nella regione di Aysén e nella provincia di Aysén, della quale è il capoluogo.

## Geografia
La cittadina sorge in fondo al fiordo Aysén, nel punto in cui in esso confluiscono le acque del fiume Aysén.